# Kémes megállóhely
Kémes megállóhely egy Baranya vármegyei vasúti megállóhely, amit a MÁV üzemeltetett az áthaladó vasútvonal 2007-es bezárásáig, a névadó Kémes községben.

## Vasútvonalak
A megállóhelyet az alábbi vasútvonalak érintették:
- Középrigóc–Villány-vasútvonal

## Kapcsolódó állomások
A vasúti megállóhelyhez az alábbi állomások vannak a legközelebb:
- Sámod megállóhely (Középrigóc–Villány-vasútvonal)
- Drávacsepely megállóhely (Középrigóc–Villány-vasútvonal)

## Forgalom
Az áthaladó vasútvonalon és vele együtt e megállóhelyen is a forgalom 2007. március 4-ével megszűnt. (A történtek hátteréről lásd bővebben: 2007-es magyarországi vasútbezárások.)

## Megközelítése
A megállóhely Kémes belterületének északi szélén helyezkedik el, közúti elérését elsődlegesen az 5804-es útból kiágazó, 58 313-as számú mellékút teszi lehetővé, de aránylag könnyen elérhető az alig 100 méter hosszú helyi Vasút utca felől is.